# Freiherr
Freiherr (in tedesco: [ˈFʁaɪˌhɛɐ̯]; maschio, abbreviato in Frhr.), Freifrau ([ˈFʁaɪˌfʁaʊ]; sua moglie, abbreviata in Frfr., letteralmente "signore libero" o "signora libera") e Freiin ([ˈFʁaɪ.ɪn], le sue figlie non sposate e le zie fanciulle) sono designazioni usate come titoli di nobiltà nelle aree di lingua tedesca del Sacro Romano Impero e nei suoi vari stati successori, tra cui Austria, Prussia, Baviera, Liechtenstein, Lussemburgo, eccetera. Tradizionalmente denota il grado titolato all'interno della nobiltà sopra Ritter (cavaliere) e Edler (nobiltà senza un titolo specifico) e sotto Graf (conte) e Herzog (duca). Il titolo ha sostituito la precedente forma medievale, Edelherr.

Tipica corona di Freiherr con sette perle, come quella usata su uno stemma

Corrisponde approssimativamente al barone.

## Freiherrnel sistema feudale
Il titolo Freiherr deriva dalla situazione storica in cui un proprietario deteneva un titolo libero (allodiale) sulla sua terra, in contrapposizione a "unmittelbar" ("non intermediato"), o detenuto senza alcun possesso feudale intermedio; o a differenza del barone ordinario, che in origine era un cavaliere (Ritter) vassallo di un signore superiore o sovrano, e a differenza dei ministeriali tedeschi medievali, che erano tenuti a fornire servizi amministrativi ad un signore. Un Freiherr a volte esercitava prerogative amministrative e giudiziarie ereditarie, su coloro che risiedevano nella sua baronia, al posto del signore, che poteva essere il duca (Herzog ) o conte (Graf).

## FreiherrcontroBarone
Il titolo in lingua tedesca di Freiherr è reso in inglese come "Baron", sebbene il titolo sia stato derivato separatamente nelle due lingue. Anche in tedesco, un Freiherr è spesso chiamato e indirizzato dal più elegante, equivalente latino "Baron" in circostanze sociali, sebbene non il titolo ufficiale.
Separatamente, nel XIX secolo alcune famiglie della nobiltà tedesca baltica che storicamente avevano detenuto il titolo di Freiherr furono riconosciute dallo zardom della Russia come nobili sotto forma di ukase l'equivalente titolo russo di Baron. Quando nel 1919 i privilegi ai membri delle famiglie dinastiche e nobili furono aboliti dalla costituzione della Repubblica di Weimar e quindi i titoli divennero parte del cognome, alcuni membri delle famiglie colpite scelsero di essere ufficialmente denominate Freiherr mentre altre preferirono Baron per sottolineare la loro eredità baltico-tedesca. Questo è il motivo per cui i membri della stessa famiglia possono avere cognomi ufficiali diversi.
La distinzione originale dagli altri baroni era che la proprietà fondiaria di un Freiherr  era allodiale anziché un feudo.
I baroni che avevano ricevuto il titolo dal Sacro Romano Impero erano talvolta conosciuti come "Baroni del Sacro Romano Impero"  Reichsfreiherren), per distinguerli dagli altri baroni, sebbene il titolo in quanto tale fosse semplicemente Freiherr. Dalla dissoluzione del Sacro Romano Impero, nel 1806, i Reichsfreiherren non appartennero più alla nobiltà del regno. Con una decisione del Congresso di Vienna, nel 1815, i loro titoli furono comunque ufficialmente riconosciuti. Dal 1806 le monarchie tedesche allora indipendenti, come la Baviera, il Württemberg e Lippe potevano creare la propria nobiltà, tra cui Freiherren (sebbene l'Elettore di Brandeburgo avesse, come re della Prussia, originariamente esclusivamente extraterritoriale anche prima di quella data, arrogato la prerogativa della nobilitazione). Alcune delle famiglie baronali più antiche iniziarono a usare Reichsfreiherr in contesti formali per distinguersi dalle nuove classi di baroni create da monarchi di statura inferiore rispetto agli imperatori del Sacro Romano Impero, e questo uso è tutt'altro che obsoleto.

## Funzione

### Prima dell'abolizione della nobiltà
Come la maggior parte dei titoli e delle designazioni all'interno della nobiltà nelle aree di lingua tedesca dell'Europa, il rango era normalmente ereditario e sarebbe stato generalmente utilizzato insieme alla particella nobiliare di von o zu (a volte entrambe: von und zu) prima del cognome.
L'eredità dei titoli nobiliari nella maggior parte delle aree di lingua tedesca non era limitata alla primogenitura come è il titolo baronale nel Regno Unito. Quindi, i titoli si applicavano ugualmente a tutti i discendenti di linea maschile del beneficiario originale in perpetuo: tutti i figli legittimi di un Freiherr condividevano il suo titolo e grado che poteva essere indicato come Freiherr.
In Prussia e in alcuni altri paesi dell'Europa settentrionale, il titolo di Freiherr era, finché esisteva la monarchia, di solito usato prima del nome di una persona (ad es. Freiherr Hans von Schwarz). In Austria-Ungheria e Baviera, invece, veniva inserito tra il nome di battesimo e il cognome (es Hans Freiherr von Schwarz).

### Dall'abolizione della nobiltà
Dopo la prima guerra mondiale, le monarchie furono abolite nella maggior parte delle aree di lingua tedesca d'Europa e la nobiltà perse il riconoscimento come classe legale nelle repubbliche di Germania e Austria di recente creazione.

#### In Austria
La Repubblica d'Austria ha abolito i titoli nobiliari ereditari per i suoi cittadini attraverso l'emanazione dell'Adelsaufhebungsgesetz del 3 aprile 1919 e il corrispondente decreto del governo dello Stato. L'uso pubblico di tali titoli era ed è tuttora proibito e le violazioni possono essere soggette ad ammende. Hans Freiherr von Schwarz, in quanto cittadino austriaco, perse quindi il titolo di Freiherr von e sarebbe stato semplicemente chiamato come Hans Schwarz nel suo passaporto austriaco.
In pratica, tuttavia, i precedenti titoli nobiliari sono ancora utilizzati socialmente in Austria; alcune persone considerano una questione di cortesia usarli. Il compianto Otto von Habsburg, nella sua infanzia principe ereditario d'Austria-Ungheria, fu chiamato Otto Habsburg-Lothringen nel suo passaporto austriaco post-1919 e Otto von Habsburg nel suo passaporto tedesco (era un membro del Parlamento europeo per la Germania).
Nel 2003, la Corte costituzionale (Verfassungsgerichtshof) ha stabilito che una donna austriaca adottata da un tedesco che porta un titolo aristocratico come parte del suo nome non è autorizzata ad aggiungere questo titolo al suo nome. Il Tribunale amministrativo federale (Verwaltungsgerichtshof) in un caso analogo ha chiesto alla Corte di giustizia della Comunità europea se tale regolamento austriaco violerebbe il diritto dell'Unione europea; la Corte non si è opposta alla decisione austriaca di non accettare le parole Fürstin von come parte del nome di una donna austriaca.

#### In Germania
La repubblica tedesca, ai sensi dell'articolo 109 della Costituzione di Weimar del 1919, trasformò legalmente tutti i titoli nobiliari ereditari in parti dipendenti del cognome legale. Il primo titolo divenne così una parte del nome della famiglia e si spostò davanti al nome. Freiherr Hans von Schwarz , in quanto cittadino tedesco, divenne quindi Hans Freiherr von Schwarz. Come parti dipendenti dei cognomi ("nichtselbständige Namensbestandteile") sono ignorati nell'ordinamento alfabetico dei nomi, così come una possibile particella nobiliare, come von, e potrebbe o non potrebbe essere utilizzato da coloro che li portano. Le forme femminili dei titoli sono state legalmente accettate come variazione del cognome dopo il 1919 da una decisione ancora valida dell'ex Alta Corte tedesca (Reichsgericht). Il cognome principale distintivo è il nome, dopo Freiherr, Freifrau o Freiin e, ove applicabile, la particella nobiliare, nell'esempio precedente, il cognome principale è Schwarz e così in ordine alfabetico è elencato sotto "S".

## Titoli paralleli
Titoli simili erano presenti in parti dell'Europa storicamente dominate dalla Germania (in senso culturale): Stati baltici, Austria-Ungheria, Svezia, Finlandia e in una certa misura Danimarca-Norvegia.

### Titolo svedese e danese-norvegese
Dal Medioevo in poi, ogni capo di una casa nobiliare svedese aveva il diritto di votare in qualsiasi consiglio provinciale quando tenuto, come nel regno di Herredag , in seguito Riddarhuset. Nel 1561, il re Eric XIV iniziò a concedere ad alcuni nobili i titoli di conte (greve) o barone (friherre). I membri della famiglia di un friherre avevano diritto allo stesso titolo, che nel tempo divenne barone o baronessa colloquialmente: quindi una persona che formalmente è un friherre ora potrebbe usare il titolo di "Barone" prima del suo nome, e potrebbe anche essere definito "un barone".
Tuttavia, dopo il cambiamento della costituzione, nel 1809, i titoli di barone di nuova costituzione in linea di principio conferivano la dignità solo alla primogenitura.  Nell'ormai valida Costituzione della Svezia (1974), la possibilità di creare nobiltà è completamente eliminata e dall'inizio del XXI secolo le dignità nobiliari sono passate dalla sfera ufficiale a quella privata.
In Danimarca e Norvegia, il titolo di Friherre era di rango uguale a quello del barone,  che lo ha gradualmente sostituito. Fu istituito il 25 maggio 1671 con i privilegi di Friherre concessi da Cristiano V di Danimarca. Oggi solo poche famiglie nobili danesi usano il titolo di Friherre e la maggior parte di queste ha sede in Svezia, dove quella versione del titolo è ancora più comunemente usata; un Friherre generalmente è indicato come "Barone". La moglie di un Friherre si chiama Friherreinde e le figlie sono formalmente chiamate Baronesse. Con la prima Costituzione della Danimarca libera del 1849 arrivò una completa abolizione dei privilegi della nobiltà. Oggi i titoli sono solo di interesse cerimoniale nei circoli intorno alla monarchia di Danimarca.

### Titolo finlandese
Nel 1561, il re svedese Erik XIV conferì i titoli ereditari di conte e vapaaherra ("barone") ad alcune persone, non tutte nobili. Questa prerogativa fu confermata negli accordi costituzionali del 1625. Tutti i membri della famiglia dei vapaaherra avevano diritto a quello stesso titolo, che in pratica significava che venivano chiamati Paroni o Paronitar. La nobiltà finlandese condivide la maggior parte delle sue origini con la nobiltà svedese. All'inizio erano tutti senza titolo onorifico e conosciuti come "signori". Nei secoli successivi, mentre la Finlandia è rimasta un granducato autonomo, molte famiglie sono state elevate al rango di conti, vapaaherra, o come nobili senza titolo. Teoricamente, a tutte le famiglie che erano state create vapaaherra fu data una baronia (con alcuni diritti di tassazione e giurisprudenza), ma tali feudi furono concessi solo nel XVI e XVII secolo. Da allora in poi la "baronia" era titolare, di solito a capo di alcune proprietà già personali, e talvolta quella proprietà è stata istituita come fideicommiss. La loro esenzione dall'imposta sulla proprietà è continuata nel XX secolo, ma era stata sostanzialmente ridotta dalle riforme del XIX secolo.